# 1987年アメリカグランプリ
1987年デトロイトグランプリ（英: 1987 Detroit Grand Prix）は、1987年F1世界選手権の第5戦として、1987年6月21日にデトロイト市街地コースで開催された。

## 概要

### 予選
ポールポジション争いはウィリアムズのナイジェル・マンセルとネルソン・ピケ、ロータスのアイルトン・セナの3台で行われた。
初日はマンセルがトップに立ち、そこから1秒以内の差でセナとピケが続いた。
土曜日はセナがトップタイムを記録したが、間もなくマンセルがそのタイムを塗り替えた。しかしセナはタイムアタックを行わず、決勝を見据えて燃料を多く積んだ状態での走行に切り替えた。ピケはアタックを繰り返したが、セナのタイムを破ることはできず、初日と同じ順番で予選は終了した。
地元フォードの名を冠したエンジンを使うベネトンのティエリー・ブーツェンが4番グリッドを獲得し、ポイントリーダーのアラン・プロストは5番グリッドに終わった。

### 決勝
スタート直後からマンセルが逃げ、セナ以下を大きく引き離した。34周目が終わるとマンセルはタイヤ交換のためにピットインしたが、ホイールナットの取り付けに手間取り、コースに戻るとセナとプロストに続く3位まで落ちていた。マンセルは激しく攻め、プロストを交わして2位まで戻したが、レース終盤に右足の痙攣により後退し、最終的には5位でフィニッシュした。
マンセルにピットインで首位に浮上すると、アクティブサスペンション車をドライブするセナはタイヤ交換を行う他車を尻目にピットインせずにゴールまで走り切り、前年に続きデトロイトで2連勝を果たした。また、前戦モナコGPに続く連勝でポイントランキングのトップに浮上した。3周目にパンクのためにタイヤ交換を行い、ほぼ最後尾まで後退したピケは最終的に2位まで戻した。
予選では、慣れないコースとアクティブ・サスペンションのセッティングに手こずり後方に沈んだものの、決勝日のウォームアップでは9位のタイムを記録した中嶋悟は、1周目にミナルディのエイドリアン・カンポスと接触しレースを終えた。

## 結果

### 予選結果
| 順位 | No | ドライバー                 | コンストラクタ                 | 1回目    | 2回目    |
| ---- | -- | -------------------------- | ------------------------------ | -------- | -------- |
| 1    | 5  | ナイジェル・マンセル       | ウィリアムズ・ホンダ           | 1'42.223 | 1'39.264 |
| 2    | 12 | アイルトン・セナ           | ロータス・ホンダ               | 1'42.985 | 1'40.607 |
| 3    | 6  | ネルソン・ピケ             | ウィリアムズ・ホンダ           | 1'43.152 | 1'40.942 |
| 4    | 20 | ティエリー・ブーツェン     | ベネトン・フォード             | 1'44.686 | 1'42.050 |
| 5    | 1  | アラン・プロスト           | マクラーレン・TAG              | 1'46.042 | 1'42.357 |
| 6    | 18 | エディ・チーバー           | アロウズ・メガトロン           | 1'45.296 | 1'42.361 |
| 7    | 27 | ミケーレ・アルボレート     | フェラーリ                     | 1'45.437 | 1'42.684 |
| 8    | 19 | テオ・ファビ               | ベネトン・フォード             | 1'47.064 | 1'42.918 |
| 9    | 7  | リカルド・パトレーゼ       | ブラバム・BMW                  | 1'46.932 | 1'43.479 |
| 10   | 17 | デレック・ワーウィック     | アロウズ・メガトロン           | 1'45.234 | 1'43.541 |
| 11   | 2  | ステファン・ヨハンソン     | マクラーレン・TAG              | 1'46.623 | 1'43.797 |
| 12   | 28 | ゲルハルト・ベルガー       | フェラーリ                     | 1'45.054 | 1'43.816 |
| 13   | 3  | ジョナサン・パーマー       | ティレル・フォード             | 1'47.010 | 1'44.350 |
| 14   | 4  | フィリップ・ストレイフ     | ティレル・フォード             | 1'47.963 | 1'45.037 |
| 15   | 9  | マーティン・ブランドル     | ザクスピード                   | 1'48.932 | 1'45.291 |
| 16   | 10 | クリスチャン・ダナー       | ザクスピード                   | 1'48.867 | 1'45.740 |
| 17   | 8  | アンドレア・デ・チェザリス | ブラバム・BMW                  | 1'47.670 | 1'46.046 |
| 18   | 24 | アレッサンドロ・ナニーニ   | ミナルディ・モトーリ・モデルニ | 1'46.449 | 1'46.083 |
| 19   | 21 | アレックス・カフィ         | オゼッラ・アルファロメオ       | 1'55.787 | 1'46.124 |
| 20   | 30 | フィリップ・アリオー       | ローラ・フォード               | 1'47.470 | 1'46.194 |
| 21   | 25 | ルネ・アルヌー             | リジェ・メガトロン             | 1'48.338 | 1'46.211 |
| 22   | 16 | イヴァン・カペリ           | マーチ・フォード               | 1'49.969 | 1'46.269 |
| 23   | 26 | ピエルカルロ・ギンザーニ   | リジェ・メガトロン             | 1'48.661 | 1'47.471 |
| 24   | 11 | 中嶋悟                     | ロータス・ホンダ               | 1'51.355 | 1'48.801 |
| 25   | 23 | エイドリアン・カンポス     | ミナルディ・モトーリ・モデルニ | 1'50.495 | 3'26.319 |
| 26   | 14 | パスカル・ファブル         | AGS・フォード                  | 1'57.475 | 1'53.644 |

### 決勝結果
| 順位     | No | ドライバー                 | コンストラクタ                 | 周回 | タイム/リタイヤ    | グリッド | ポイント |
| -------- | -- | -------------------------- | ------------------------------ | ---- | ------------------ | -------- | -------- |
| 1        | 12 | アイルトン・セナ           | ロータス・ホンダ               | 63   | 1:50'16.358        | 2        | 9        |
| 2        | 6  | ネルソン・ピケ             | ウィリアムズ・ホンダ           | 63   | +33.819            | 3        | 6        |
| 3        | 1  | アラン・プロスト           | マクラーレン・TAG              | 63   | +45.327            | 5        | 4        |
| 4        | 28 | ゲルハルト・ベルガー       | フェラーリ                     | 63   | +1'02.601          | 12       | 3        |
| 5        | 5  | ナイジェル・マンセル       | ウィリアムズ・ホンダ           | 62   | +1 Lap             | 1        | 2        |
| 6        | 18 | エディ・チーバー           | アロウズ・メガトロン           | 60   | +3 Laps            | 6        | 1        |
| 7        | 2  | ステファン・ヨハンソン     | マクラーレン・TAG              | 60   | +3 Laps            | 11       |          |
| 8        | 10 | クリスチャン・ダナー       | ザクスピード                   | 60   | +3 Laps            | 16       |          |
| 9        | 7  | リカルド・パトレーゼ       | ブラバム・BMW                  | 60   | +3 Laps            | 9        |          |
| 10       | 25 | ルネ・アルヌー             | リジェ・メガトロン             | 60   | +3 Laps            | 21       |          |
| 11       | 3  | ジョナサン・パーマー       | ティレル・フォード             | 60   | +3 Laps            | 13       |          |
| 12       | 14 | パスカル・ファブル         | AGS・フォード                  | 58   | +5 Laps            | 26       |          |
| リタイヤ | 20 | ティエリー・ブーツェン     | ベネトン・フォード             | 52   | ブレーキ           | 4        |          |
| リタイヤ | 26 | ピエルカルロ・ギンザーニ   | リジェ・メガトロン             | 51   | クラッチ           | 23       |          |
| リタイヤ | 4  | フィリップ・ストレイフ     | ティレル・フォード             | 44   | ホイール           | 14       |          |
| リタイヤ | 30 | フィリップ・アリオー       | ローラ・フォード               | 38   | アクシデント       | 20       |          |
| リタイヤ | 27 | ミケーレ・アルボレート     | フェラーリ                     | 25   | ギアボックス       | 7        |          |
| リタイヤ | 24 | アレッサンドロ・ナニーニ   | ミナルディ・モトーリ・モデルニ | 22   | ギアボックス       | 18       |          |
| リタイヤ | 9  | マーティン・ブランドル     | ザクスピード                   | 16   | ターボ             | 15       |          |
| リタイヤ | 17 | デレック・ワーウィック     | アロウズ・メガトロン           | 12   | アクシデント       | 10       |          |
| リタイヤ | 16 | イヴァン・カペリ           | マーチ・フォード               | 9    | 電気系             | 22       |          |
| リタイヤ | 19 | テオ・ファビ               | ベネトン・フォード             | 6    | アクシデント       | 8        |          |
| リタイヤ | 21 | アレックス・カフィ         | オゼッラ・アルファロメオ       | 3    | トランスミッション | 19       |          |
| リタイヤ | 8  | アンドレア・デ・チェザリス | ブラバム・BMW                  | 2    | ギアボックス       | 17       |          |
| リタイヤ | 23 | エイドリアン・カンポス     | ミナルディ・モトーリ・モデルニ | 1    | 接触               | 25       |          |
| リタイヤ | 11 | 中嶋悟                     | ロータス・ホンダ               | 0    | 接触               | 24       |          |

- 予選、決勝順位は、公式サイト[1]およびAUTOCOURSE 1987-88[2]より。